# Аслонов, Одилжон Обидович
Одилжон Обидович Аслонов (узб. Odiljon Obidovich Aslonov; род. 5 июня 1995, Бухара, Бухарская область, Узбекистан) — узбекистанский боксёр-любитель и профессионал, выступающий в средней, во второй средней, и в полутяжёлой весовых категориях. Член национальной сборной Узбекистана по боксу, серебряный призёр чемпионата Азии (2022), двукратный чемпион Узбекистана (2019, 2021), многократный серебряный призёр чемпионата Узбекистана, многократный победитель и призёр международных и национальных турниров в любителях.
Лучшая позиция по рейтингу BoxRec — 71-я (сентябрь 2023) и является 2-м среди узбекистанских боксёров супер-средней весовой категории, — входя в ТОП-70 лучших боксёров супер-среднего веса всего мира.

## Биография
Одилжон Аслонов родился 5 июня 1995 года, в городе Бухара, в Бухарской области, в Узбекистане.

## Любительская карьера
В секцию бокса к тренеру Хамзе Авезову пришёл в 10 лет, так как учился в школе где рядом находился ДЮСШ. Участвовал в чемпионате Узбекистана среди юношей и завоёвывал призовые места, затем присоединился к молодёжной сборной команде Узбекистана и там тренировался под руководством Равшана Ходжаева.
В 2015 году стал победителем молодёжного чемпионата Узбекистана, после чего перешёл во взрослую национальную сборную команду Узбекистана, и в этом же году стал серебряным призёром чемпионата Узбекистана среди взрослых.
С 2015 по 2018 год стал трёхкратным серебряным призёром чемпионата Узбекистана.

### 2018—2020 годы
В 2018 году в третий раз стал серебряным призёром чемпионата Узбекистана в весе до 75 кг, в финале проиграв опытному Фанату Кахрамонову.
В ноябре 2019 года стал чемпионом Узбекистана в весе до 75 кг, в финале раздельным решением судей (счёт: 3:2) наконец победив опытного Фаната Кахрамонова.
И в этот же году подписал контракт с российской промоутерской компанией «Патриот».
В ноябре 2020 года он вновь стал серебряным призёром чемпионата Узбекистана в весе до 75 кг, в финале проиграв Саиджамшиду Джафарову.

### 2021—2022 годы
В начале ноября 2021 году в Белграде (Сербия) участвовал в чемпионате мира, в полутяжёлой весовой категории (до 80 кг). Где он в 1/16 финала по очкам решением большинства судей (счёт: 4:1) победил италиянца Симоне Фиори, но затем в 1/8 финала — в конкурентном бою по очкам (счёт: 2:3) проиграл американцу Робби Гонсалесу, — который в итоге стал чемпионом мира 2021 года.
В декабре 2021 году он стал чемпионом Узбекистана в весе до 81 кг, в финале победив опытного Дилшодбека Рузметова.
В феврале 2022 года стал победителем в весе до 80 кг престижного международного турнира «Странджа» проходившем в Софии (Болгария), в финале победив по очкам опытного болгарского боксёра Кристиана Николова.
В ноябре 2022 года стал серебряным призёром чемпионата Азии в Аммане (Иордания) в категории до 80 кг, в финале проиграв опытному иорданцу Хуссейну Ишаишу.
В декабре 2022 году снова стал чемпионом Узбекистана в весе до 80 кг, в финале вновь победив Дилшодбека Рузметова.

## Профессиональная карьера
21 декабря 2019 года в Красноярске (Россия) дебютировал на профессиональном ринге, во 2-м среднем весе, досрочно техническим нокаутом во 2-м раунде победив опытного россиянина Вараздата Черникова (11-14).
6 августа 2022 года в Екатеринбурге (Россия) свёл вничью (счёт: 76-76 — трижды) очень конкурентный бой с небитым россиянином Никитой Зонем (4-0).

## Статистика профессиональных боёв
В таблице перечислены результаты всех поединков боксёров.
В каждой строке указан результат поединка. Дополнительно номер поединка обозначен цветом, который обозначает итог поединка. Расшифровка обозначений и цветов представлена в нижеследующей таблице.
| Пример | Расшифровка                     |
| ------ | ------------------------------- |
|        | Победа                          |
|        | Ничья                           |
|        | Поражение                       |
|        | Планируемый поединок            |
|        | Поединок признан несостоявшимся |
| КО     | Нокаут                          |
| ТКО    | Технический нокаут              |
| PTS    | Решение судей (по очкам)        |
| UD     | Единогласное решение судей      |
| MD     | Решение большинства судей       |
| SD     | Раздельное решение судей        |
| RTD    | Отказ от продолжения боя        |
| DQ     | Дисквалификация                 |
| NC     | Поединок признан несостоявшимся |

| 5 поединка, 4 победы (2 нокаутом), 1 ничья. | 5 поединка, 4 победы (2 нокаутом), 1 ничья. | 5 поединка, 4 победы (2 нокаутом), 1 ничья. | 5 поединка, 4 победы (2 нокаутом), 1 ничья. | 5 поединка, 4 победы (2 нокаутом), 1 ничья.                    | 5 поединка, 4 победы (2 нокаутом), 1 ничья. | 5 поединка, 4 победы (2 нокаутом), 1 ничья. |
| Бой                                         | Рекорд                                      | Дата боя                                    | Соперник                                    | Место проведения боя                                           | Раундов, время                              | Дополнительно                               |
| ------------------------------------------- | ------------------------------------------- | ------------------------------------------- | ------------------------------------------- | -------------------------------------------------------------- | ------------------------------------------- | ------------------------------------------- |
| 6                                           |                                             | 8 сентября 2023                             | Эрик Катомпа (9-2-1)                        | ДС «Трактор», Челябинск, Челябинская область, Россия           | (8)                                         |                                             |
| …                                           |                                             |                                             |                                             |                                                                |                                             |                                             |
| 3                                           | 2-0-1                                       | 6 августа 2022                              | Никита Зонь (4-0)                           | Академия бокса RCC, Екатеринбург, Свердловская область, Россия | PTS 8 (8)                                   | Счёт судьи: 76-76 (трижды).                 |
| 2                                           | 2-0                                         | 1 февраля 2020                              | Дмитрий Атрохов (16-6)                      | ДС «Янтарный», Калининград, Россия                             | UD 6 (6)                                    | Счёт судей: 60-53 (трижды).                 |
| 1                                           | 1-0                                         | 21 декабря 2019                             | Вараздат Черников (11-14)                   | ДС им. Ивана Ярыгина, Красноярск, Россия                       | TKO 2 (6), 0:55                             | Дебют в профессиональном боксе.             |